# René Straub

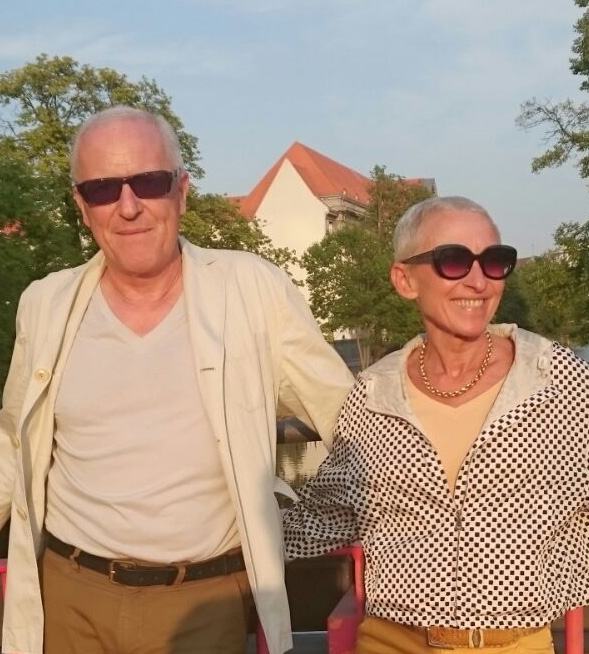
René Straub und Heidi Straub 2016

René Straub (* 20. Mai 1947 in Stuttgart) ist ein deutscher Konzeptkünstler.

## Leben und Wirken
René Straub besuchte von 1967 bis 1970 die Staatliche Akademie der Bildenden Künste Stuttgart und studierte im Anschluss von 1970 bis 1974 Geschichte und Deutsch an der Pädagogischen Hochschule Ludwigsburg. Von 1975 bis 1979 war er im Schuldienst. Seit 1979 ist er als freischaffender Künstler tätig. Von der Gründung 1983 bis zur Auflösung 2003 war René Straub Teil der Produktionsgemeinschaft ABR-Stuttgart. In den Jahren 1992 bis 2004 war er Vorsitzender des Künstlerhaus Stuttgart und von 1998 bis 2008 Geschäftsführer und Dozent an der Freien Kunstakademie Nürtingen. Straub nahm Lehraufträge an verschiedenen Kunsthochschulen wahr und trat 2003 eine Gastprofessur an der Akademie der Bildenden Künste München an. Seine Arbeiten wurden auf zahlreichen Ausstellungen in Deutschland, Frankreich, Österreich und der Schweiz gezeigt. René Straub ist verheiratet mit Heidi Straub und lebt in Berlin.

## Werk

Hans Ulrich Obrist in einem Straub-Hemd, dessen Muster Friedrich Schillers Schlafzimmer-Tapete aufgreift

René Straubs Arbeit ist zwischen Kunst und Gestaltung angesiedelt. Sein Interesse gilt besonders der Musterbildung und der Frage nach der Verbindung von Oberfläche und Identität. In diesem Zusammenhang sind auf der einen Seite großformatige Musterbilder entstanden, deren Motive auf Stoffen, Tapeten oder Teppichen fortgesetzt wurden. Auf der anderen Seite gab es Betrachtungen zum Zusammenhang zwischen Denken und Raumausstattung – exemplarisch bei Friedrich Schiller und Friedrich Nietzsche – die mehrfach publiziert wurden und zu Vorträgen bei der Stiftung Weimarer Klassik und auf Schloss Elmau führten.
Mit Heidi Straub gründete er 1986 die Manufaktur feiner Hemden, deren Kollektionen nach künstlerischen Kriterien entwickelt und über Modegeschäfte vertrieben wurden. Auf diese Weise wurde über die Musterausbreitung ein auf viele Träger verteilter Beitrag zur Kunst im öffentlichen Raum geschaffen. Das Museum für Gestaltung Zürich stellte dieses Projekt 1995 in einer Einzelausstellung vor, die vom Musée de la Chemiserie in Argenton-sur-Creuse, Frankreich, übernommen und dort dauerhaft in die Sammlung integriert wurde.

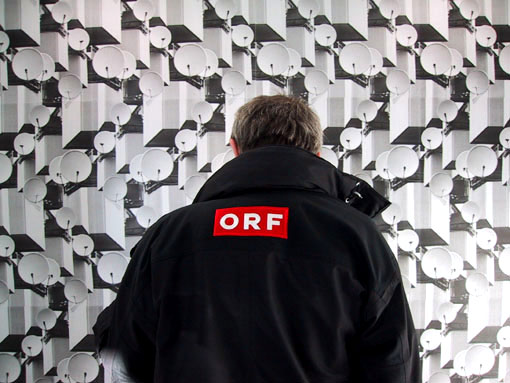
framerec, Tapete "Sozialpalast", Siebdruck 2001

Mit der österreichischen Künstlerin Ella Raidel realisierte Straub von 2000 an unter dem Projektnamen framerec einige Videoarbeiten und Siebdruckbilder, deren Ausgangspunkt die nicht geplanten Veränderungen von Oberflächen in Städten waren.
René Straub gestaltete die meisten der Plakate sowie sämtliche Publikationen für ABR Stuttgart und alle Hefte der Zeitschrift META, die Ute Meta Bauer für das Künstlerhaus Stuttgart herausgab. Seine wohl bekannteste Arbeit ist der Videoloop Umsonst ist der Tod von 2004, die vom Kunstmuseum Stuttgart erworben wurde.

## Publikationen
Außer Schönheit muss sein sind die aufgeführten Publikationen in Zusammenarbeit mit Harry Walter entstanden und wurden unter dem Namen ABR Stuttgart veröffentlicht.
- Schönheit muss sein. Vexer Verlag, St. Gallen 1988, ISBN 3-909090-03-6.
- Schönheit muss sein. Museum für Gestaltung Zürich, Vexer Verlag St. Gallen 1995, ISBN 3-909090-21-4.
- Générateurs Modèles / Musterbrüter. Raum Editions, Lyon 1988, ISBN 2-907667-00-9.
- Zwischen Eis und Süden. Vexer Verlag, St. Gallen 1994, ISBN 3-909090-16-8.
- Ornament und Versprechen. Hrsg. Johann-Karl Schmidt, quantum books Stuttgart 2001, ISBN 3-935293-12-7.